# Denatureren

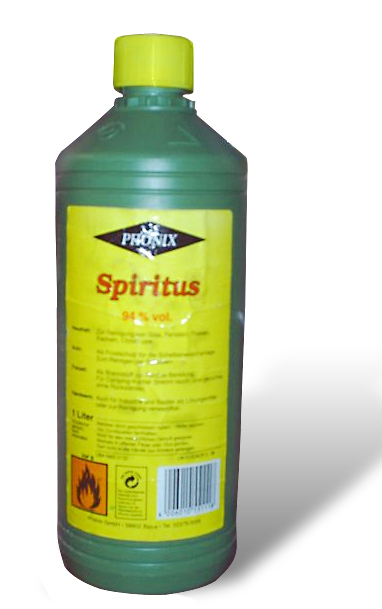
Een fles spiritus

Onder denatureren van voedings- of genotmiddelen wordt verstaan het voor menselijke consumptie ongeschikt maken.

## Ethanol
Een bekend voorbeeld is ethanol (alcohol). De gedenatureerde vorm hiervan is bekend als spiritus, een product dat voornamelijk als brandstof en als reinigingsmiddel gebruikt wordt. Om het voor menselijke consumptie onbruikbaar te maken, is 1 % tot 3 % methanol en/of aceton en een blauwe kleurstof toegevoegd.

## Accijns
Een veel voorkomende reden voor denaturatie is het voorkomen van accijnsplichtigheid, waardoor het product voor technische toepassingen veel goedkoper verkocht kan worden dan voor consumptieve doeleinden.